# Charadrius ruficapillus
Il corriere caporosso (Charadrius ruficapillus, Temminck 1822) è un uccello della famiglia dei Charadriidae.

## Sistematica
Charadrius ruficapillus non ha sottospecie, è monotipico.

## Distribuzione e habitat
Questo uccello vive in Australia e Indonesia. È di passo in Nuova Zelanda.